# Triaize
Triaize é uma comuna francesa na região administrativa da Pays de la Loire, no departamento de Vendéia. Estende-se por uma área de 58,8 km². Em 2010 a comuna tinha 1 014 habitantes (densidade: 17,2 hab./km²).